# Juan Berrocal
Juan Berrocal, né le 5 février 1999 à Jerez de la Frontera en Espagne, est un footballeur espagnol qui évolue au poste de défenseur central à l'Atlanta United, en prêt de Getafe CF.

## Biographie

### En club
Né à Jerez de la Frontera en Espagne, Juan Berrocal est formé par le Séville FC. Il commence sa carrière avec l'équipe B, en deuxième division espagnole. Il joue son premier match en professionnel dans cette compétition, le 3 septembre 2017 contre le Cultural Leonesa. Il est titularisé et son équipe s'incline par deux buts à un.
Berrocal joue son premier match en équipe première le 9 août 2018, lors d'une rencontre de Ligue Europa face au FK Žalgiris Vilnius. Il est titularisé lors de cette rencontre remportée par son équipe sur le score de un but à zéro.
Le 25 août 2020, Berrocal est prêté pour une saison au CD Mirandés, club évoluant en deuxième division espagnole. Il joue son premier match pour le club le 13 septembre 2020, lors de la première journée de la saison 2020-2021 face à l'AD Alcorcón (0-0). Il inscrit ses deux premiers buts en professionnel avec ce club cette saison-là, le 21 novembre 2020 contre le FC Cartagena (victoire 4-1 de Mirandés) et le 25 avril 2021 contre l'UD Almería (1-1).
En juillet 2021, Berrocal est à nouveau prêté, cette fois au Sporting Gijón et avec option d'achat.
Le 11 juillet 2022, laissé libre par le Séville FC, Juan Berrocal s'engage en faveur de la SD Eibar. Il signe un contrat de deux saisons, soit jusqu'en juin 2024. 
Il joue son premier match pour Eibar le 19 août 2022, contre le Villarreal CF B, en championnat. Il entre en jeu et les deux équipes se neutralisent (2-2 score final). Le 15 janvier 2023, Berrocal inscrit son premier but avec la SD Eibar, lors d'une rencontre de championnat contre le Málaga CF. Il est titularisé, et son but de la tête en fin de partie permet aux siens de s'imposer (2-1 score final),.
Le 19 août 2024, Juan Berrocal rejoint le Getafe CF. Il signe un contrat de trois ans, soit jusqu'en juin 2027.

### En sélection
Juan Berrocal est membre de l'équipe d'Espagne des moins de 19 ans de 2017 à 2018 et compte un total de six sélections.